# Chaos and the Calm
Chaos and the Calm is het debuutalbum van de Britse zanger James Bay. Het album werd op 23 maart 2015 uitgegeven door Republic Records en is geproduceerd door Jacquire King. 
Het album was genomineerd voor een Grammy Award voor Best Rock Album. Het nummer "Hold Back the River" werd genomineerd in de categorie Best Rock Song en Bay zelf als Best New Artist. Geen van de nominaties werd verzilverd.

## Tracklist
Chaos and the Calm - Standaardeditie
| Nr.                  | Titel                            | Schrijver(s)                     | Producent(en) | Duur |
| -------------------- | -------------------------------- | -------------------------------- | ------------- | ---- |
| 1.                   | "Craving"                        | James Bay, Iain Archer           | Jacquire King | 3:47 |
| 2.                   | "Hold Back the River"            | Bay, Archer                      | King          | 3:59 |
| 3.                   | "Let It Go"                      | Bay, Paul Barry                  | King          | 4:21 |
| 4.                   | "If You Ever Want to Be in Love" | Bay, Jimmy Hogarth, Steve McEwan | King          | 3:58 |
| 5.                   | "Best Fake Smile"                | Bay, Archer                      | King          | 3:26 |
| 6.                   | "When We Were on Fire"           | Bay, Jon Green                   | King          | 3:59 |
| 7.                   | "Move Together"                  | Bay, Jamie Hartman               | King          | 4:37 |
| 8.                   | "Scars"                          | Bay                              | King          | 4:32 |
| 9.                   | "Collide"                        | Bay, Thomas EP Hull              | King          | 3:24 |
| 10.                  | "Get Out While You Can"          | Bay, Ed Harcourt                 | King          | 4:43 |
| 11.                  | "Need the Sun to Break"          | Bay, Joel Pott                   | King          | 3:46 |
| 12.                  | "Incomplete"                     | Bay, Jake Gosling, Chris Leonard | King          | 3:41 |
| Totale lengte: 48:13 |                                  |                                  |               |      |

Chaos and the Calm - Luxe-editie (bonustracks)
| Nr. | Titel                                     | Schrijver(s)        | Producent(en) | Duur |
| --- | ----------------------------------------- | ------------------- | ------------- | ---- |
| 13. | "Running"                                 | Bay                 | Bay           | 3:36 |
| 14. | "Clocks Go Forward"                       | Bay, Martin Brammer | Green         | 4:10 |
| 15. | "Stealing Cars"                           | Bay, Green          | Green         | 3:43 |
| 16. | "Scars" (live tijdens de iTunes Festival) | Bay                 |               | 4:43 |